# Новониколаевский сельский совет (Мелитопольский район)
Новоникола́евский се́льский сове́т (укр. Новомиколаївська сільська рада) — входит в состав Мелитопольского района Запорожской области Украины.
Административный центр сельского совета находится в селе Новониколаевка.

## Населённые пункты совета
- с. Новониколаевка
- с. Зеленчук
- с. Першотравневое
- с. Пивденное
- с. Схидное
- пос. Трудовое